# Rio Albac (Hârtibaciu)
O Rio Albac é um rio da Romênia afluente do rio Hârtibaciu, localizado no distrito de Sibiu.